# Gredelby hagar och Trunsta träsk

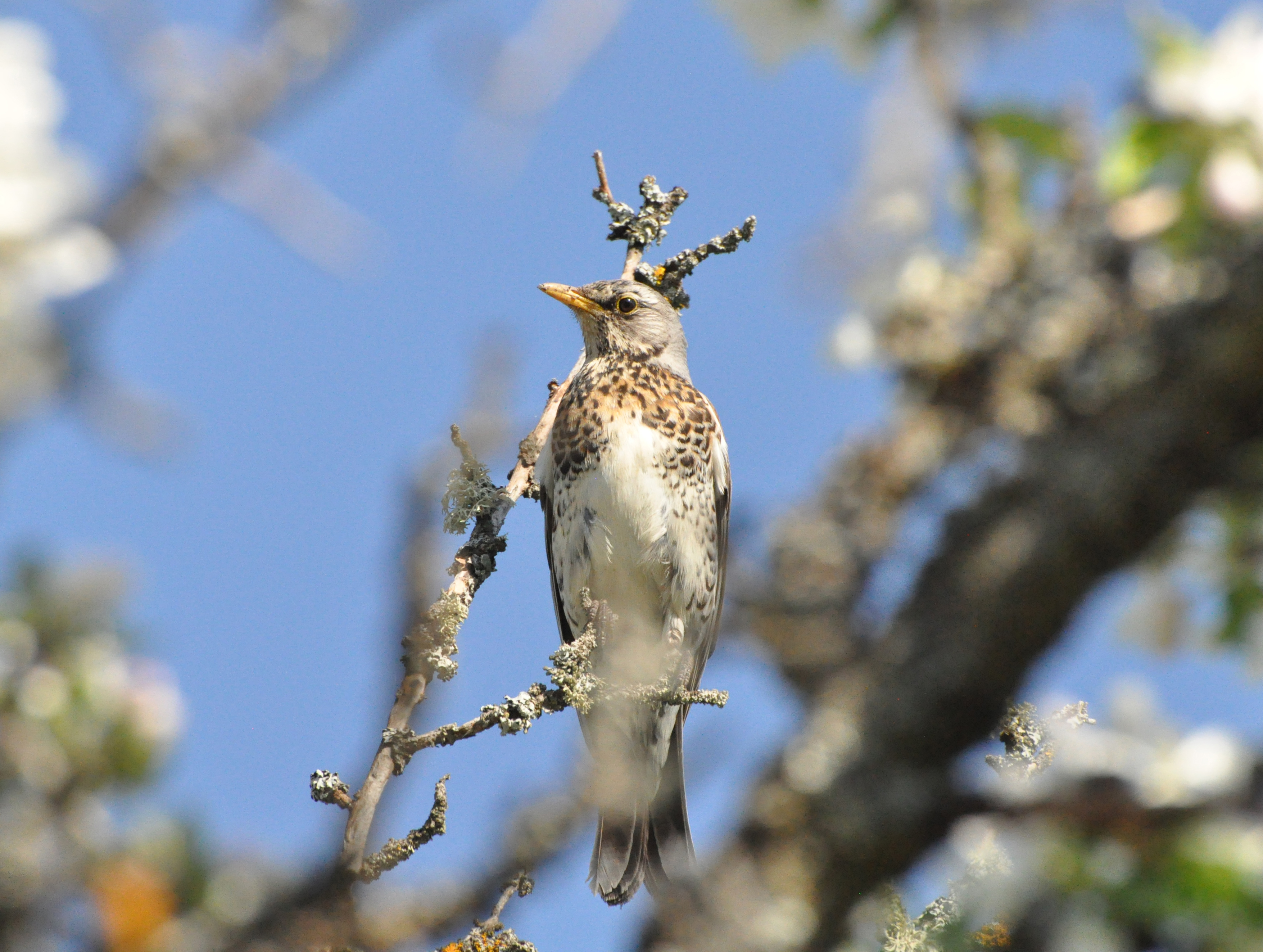
Björktrast, Gredelby hagar och Trunsta träsk

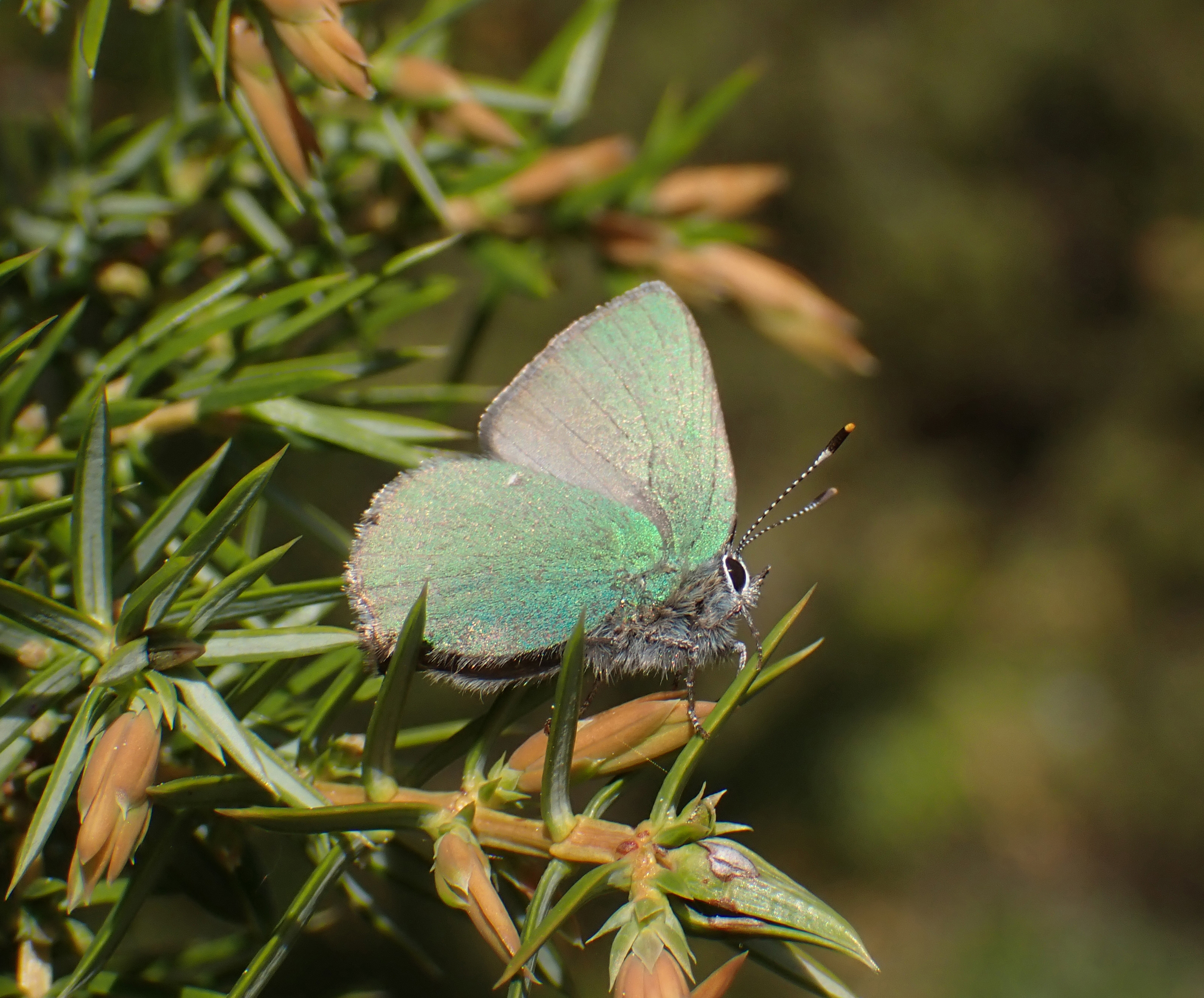
Grönsnabbvinge, Gredelby hagar och Trunsta träsk

Gredelby hagar och Trunsta träsk är ett naturreservat i Knivsta kommun i Uppsala län.
Området är naturskyddat sedan 2018 och är 49 hektar stort. Reservatet ligger just norr om Knivsta och består av gammal ákermark, skog, betesmarker, stenhällar och block. Och i noprr våtmarksområdet Trunsta träsk,